# Anna Sterkys minne

Anna Sterkys minne är en skulptur på Norra Bantorget i Stockholm. Den dubbelsidiga bronsrelieffen till minnet av Anna Sterky restes 1988 och är utförd av skulptören Christina Rundqvist Andersson.
Anna Sterky började sin yrkesbana som sömmerska i Köpenhamn. Hon flyttade senare till Sverige och blev en pionjär inom den socialdemokratiska kvinnorörelsen i början av 1900-talet. För att hedra hennes kamp för  att förbättra de yrkesarbetande kvinnornas situation restes 1988 ett minne över henne. 
Skulpturen är en relief som visar Anna Sterkys portät i profil. Den är gjuten i brons, 87 centimeter hög och dubbelsidig samt placerad på en 90 centimeter hög sockel av röd granit. Baksidan skildrar hennes liv. Här dominerar bland annat en tygsax och paroller som Tack för stödet eller Arbetets kvinnor systrar kamrater. På sockelns framsida finns inskriptionen: Anna Sterky 1856-1939. En av arbetarrörelsens banbrytare kampvilja och osjälviskhet präglade hennes gärningar. Verket är placerad i östra delen av Norra Bantorget, nära LO-borgen där Anna Sterky arbetade i mer än 25 år. 
| Anna Sterkys minne i juni 2012, framsida (till vänster) och baksida. |  | Anna Sterkys minne i juni 2012, framsida (till vänster) och baksida. |
| Anna Sterkys minne i juni 2012, framsida (till vänster) och baksida. |  |                                                                      |